# Вила Салина (Болоња)
Вила Салина (итал. Villa Salina) је насеље у Италији у округу Болоња, региону Емилија-Ромања.
Према процени из 2011. у насељу је живело 995 становника. Насеље се налази на надморској висини од 32 м.